# Pracounyja Rezierwy-RIPA Mińsk
Pracounyja Rezierwy-RIPA Mińsk (biał. ФК «Працоўныя рэзервы»-РІПА Мінск) – białoruski klub piłkarski z siedzibą w Mińsku.

## Historia
Chronologia nazw:
- 2001: Pracounyja Rezierwy-RIPA Mińsk (biał. «Працоўныя рэзервы»-РІПА (Мінск))
- 2002: klub rozwiązany – po fuzji z klubem Traktar Mińsk

Klub piłkarski Pracounyja Rezierwy-RIPA został założony w Mińsku w 2001. Był sponsorowany przez RIPA - Republikański Instytut Profesjonalnej Edukacji (biał. РІПА - Рэспубліканскі інстытут прафэсійнай адукацыі). W 2001 występował w III lidze białoruskiej. W 2002 połączył się z klubem Traktar Mińsk. Nowy klub przyjął nazwę MTZ-RIPA Mińsk i kontynuował tradycje Traktora.